# Амарнатх
Пеще́ры Амарна́тх (хинди अमरनाथ गुफा) — одна из наиболее известных индуистских святынь, расположенная в  Джамму и Кашмире.
Пещера находится на высоте 3888 метров, в 141 километрах от Шринагара, столицы Джамму и Кашмира. Пещеры Амарнатх  считаются одной из самых больших святынь в индуизме. Сама пещера находится в горах, и покрыта снегом большую часть года, за исключением короткого периода времени летом, когда она открыта для паломников. Сотни тысяч индуистских преданных совершают ежегодное паломничество в пещеру Амарнатх по сложной горной местности.

## Лингам

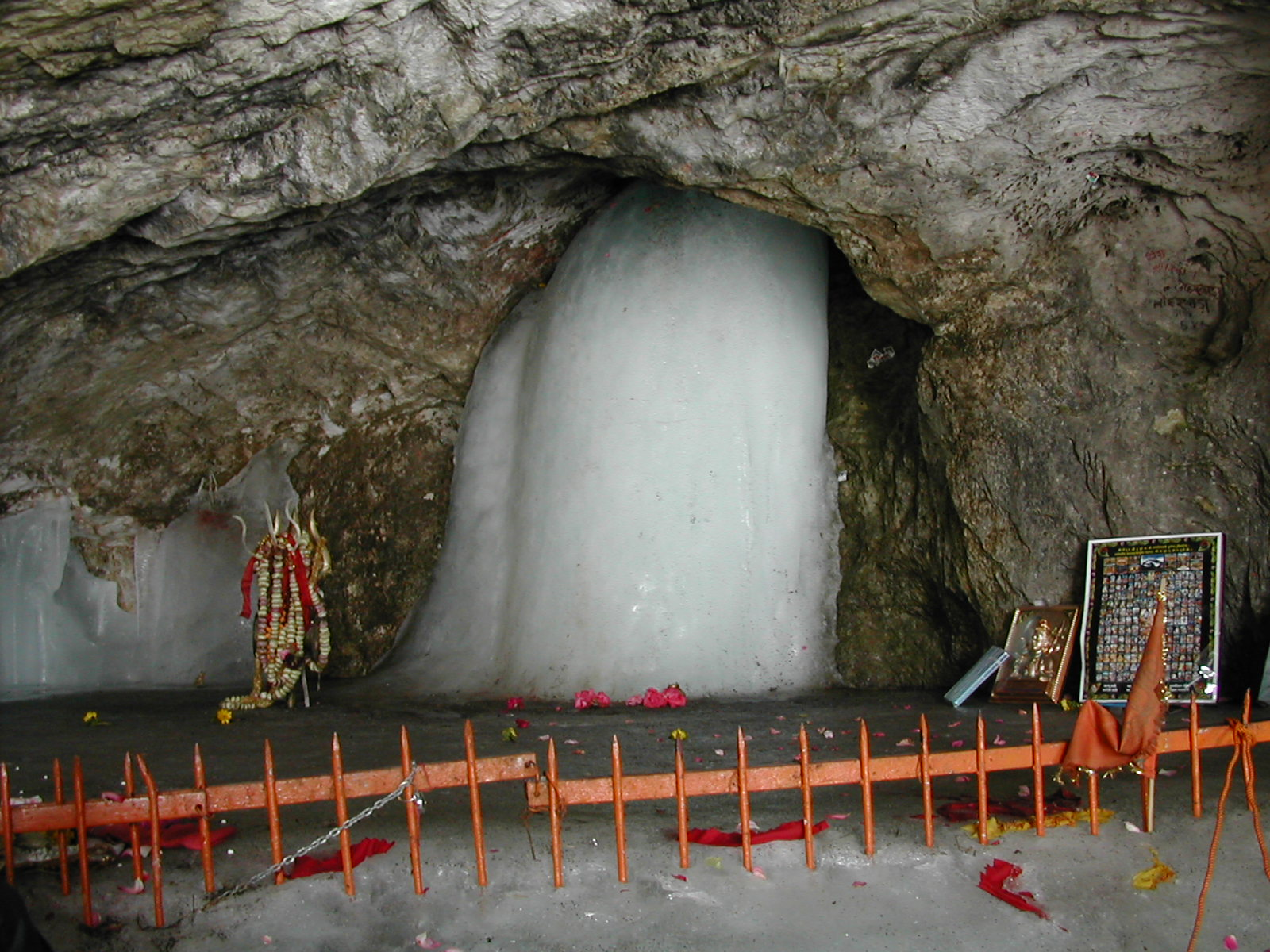
Ледяной лингам пещеры Амарнатх

Внутри 40 м (130 футов) пещеры Амарнатх, находится сталагмит, который образуется из-за замерзания капель воды, падающих с крыши пещеры на пол. Сталагмит растет вертикально от пола пещеры. Индуисты полагают, что это Лингам.
В древних индуистских текстах, таких как Махабхарата и Пураны упоминается, что Лингам представляет Господа Шиву. Согласно религиозным убеждениям, ледяной Шивалингам — меняет свой размер в зависимости от сезона года и фаз луны: на растущую луну он увеличивается, а на убывающую уменьшается, хотя нет никаких доказательств этой веры.
Согласно индуистской мифологии, это пещера, где Шива объяснил тайну жизни Парвати. Внутри пещеры Амарнатх находятся ледяные глыбы — сваямбху мурти, являющиеся олицетворением (лингам) бога Шивы.